# Tomatensalat (Lied)

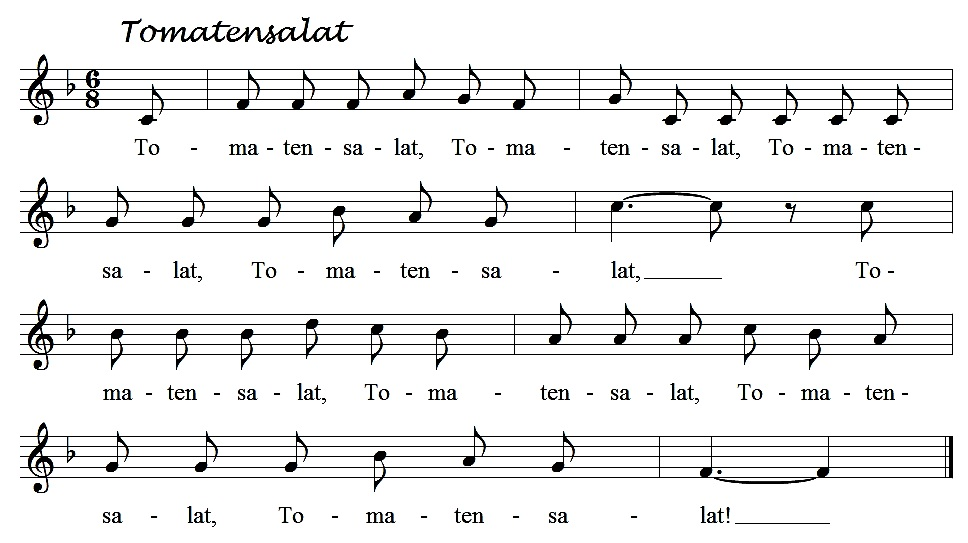
rahmenlos

Das Tomatensalat-Lied ist ein Kinderlied, das Kindern auf scherzhafte Weise das Prinzip des Wortakzents näherbringen soll.
Das Lied besteht aus acht 6/8-Takten. Die Melodie beginnt mit einem Auftakt auf der Zählzeit sechs, ihre Schlussnote fällt auf die Zählzeit eins des achten Taktes. Der Text besteht ausschließlich aus dem Wort Tomatensalat, dessen fünf Silben – eine weniger als die Taktschläge – wiederholt als Folge von Achtelnoten gesungen werden.
Jede Silbe, die auf die Zählzeit eins fällt, wird betont, die übrigen sind unbetont. Die Schwierigkeit liegt darin, dass man das Wort Tomatensalat nur am Anfang und am Ende korrekt auf der zweiten und fünften Silbe betont, dazwischen aber auf ständig wechselnden „falschen“ Silben. Die Verfremdung des Ausgangswortes wird dadurch verstärkt, dass der auslautende Konsonant T mit dem identischen Anlaut verbunden wird. Eine weitere Besonderheit ist die Abfolge der ungleichmäßig verteilten drei unterschiedlichen Vokale O-A-E-A-A, die alle von einfachen Konsonanten angelautet werden (T-M-T-S-L). Nach diesem Schema kann man statt To|ma|ten|sa|lat beliebige (Unsinns-)Wörter wie Novemberbeginn, Maschinengesumm oder Kapellenmusik singen.
Das auf den drei Hauptakkorden basierende Akkordschema für Begleitzwecke lautet (Angabe pro Takt): I-V-V-I-IV-I-V-I (Beispiel C-Dur: C-G-G-C-F-C-G-C).